# Prosauropoda
I prosauropodi (Prosauropoda) sono un gruppo di antichi dinosauri erbivori che visse nella fine del Triassico e nel Giurassico inferiore.

## Caratteristiche
Questi dinosauri furono spesso gli erbivori dominanti nel loro ecosistema, e in poco tempo raggiunsero grandi taglie (fino a dieci metri di lunghezza). Tutti i prosauropodi avevano un lungo collo e una piccola testa, zampe anteriori più corte di quelle posteriori e un artiglio molto grande sul "pollice", probabilmente per difendersi dai predatori. La maggior parte dei prosauropodi era semibipede, anche se almeno una forma (Riojasaurus) era completamente quadrupede. I prosauropodi sono stati spesso considerati gli antenati dei sauropodi, ma ora si pensa che rappresentino un ramo parallelo.

## Un gruppo monofiletico
Un tempo i prosauropodi erano definiti come erbivori bipedi antenati dei grandi sauropodi, i giganti quadrupedi dal collo e dalla coda lunghissimi. Recenti analisi cladistiche, invece, suggeriscono che questi antichi dinosauri erano in realtà un sister group dei sauropodi. I prosauropodi, comunque, formano un gruppo naturale (gruppo monofiletico), come dimostrato da recenti studi sul genere Massospondylus. La riclassificazione di questo grande gruppo di dinosauri primitivi ha portato all'esclusione di alcune forme che fino a poco tempo fa erano considerate prosauropodi. Il primitivo Anchisaurus, per esempio, nonostante la sua corporatura tipicamente "prosauropode", è stato posto alla base del clado dei sauropodi. Le famiglie dei melanorosauridi e dei blikanasauridi, poi, sono state ridescritte come robusti rappresentanti primitivi di questo gruppo. In sostanza, il cladogramma dei sauropodomorfi primitivi vede alla base i generi Saturnalia, Thecodontosaurus ed Efraasia. Immediatamente sopra questo gruppetto parafiletico stanno i veri prosauropodi, che includono Riojasaurus, i plateosauridi, i massospondilidi e altre forme meno note.

## Evoluzione
I sauropodomorfi primitivi apparvero dapprima nel supercontinente Gondwana nel medio/tardo Carnico (la prima parte del Triassico superiore). Erano forme piccole (1,5 - 3 metri), conosciute in Brasile e in Argentina (Guaibasauridae). I primi prosauropodi, invece, si svilupparono tra il Carnico e il Norico: il più antico è Unaysaurus, scoperto nella formazione Caturrita del Brasile meridionale. Per tutta la loro storia evolutiva, si può dire che i prosauropodi abbiano conservato il medesimo standard corporeo, ma dal Norico medio in poi hanno sostanzialmente raddoppiato le loro dimensioni, come esemplificato dal Plateosaurus gracilis (un tempo noto come Sellosaurus) del Stubensandstein inferiore-medio della Germania. Questo animale, poi, diede origine ad altre specie di Plateosaurus, erbivori di otto metri di lunghezza e quasi due tonnellate di peso, che dominarono l'Europa nel tardo Norico e nel Retico. Nello stesso momento, in Argentina, un prosauropode ancora più grande (Riojasaurus) rappresentava il maggior erbivoro del suo ecosistema: questo dinosauro era così grosso da poter camminare solo su tutte e quattro le zampe. Curiosamente, in Africa meridionale la nicchia ecologica venne occupata non dai prosauropodi, ma da sauropodi estremamente primitivi, come Melanorosaurus, Blikanasaurus e Antetonitrus. A quell'epoca, la nicchia ecologica dei grandi carnivori era ancora occupata dai tecodonti.
L'estinzione della fine del Triassico sterminò i tecodontosauridi, i melanorosauridi, i blikanasauridi e Riojasaurus, mentre Anchisaurus, i plateosauridi e i veri sauropodi primitivi sopravvissero. I sauropodi si diversificarono (vulcanodontidi) e i plateosauri dettero origine a una quantità di grossi erbivori come Massospondylus, Lufengosaurus e Yunnanosaurus, di grande successo come i loro antenati triassici. Per una qualche ragione, nel Giurassico inferiore il regno dei prosauropodi finì, e così quello degli anchisauri, mentre dai vulcanodontidi si svilupparono i giganteschi cetiosauridi.

## Classificazione

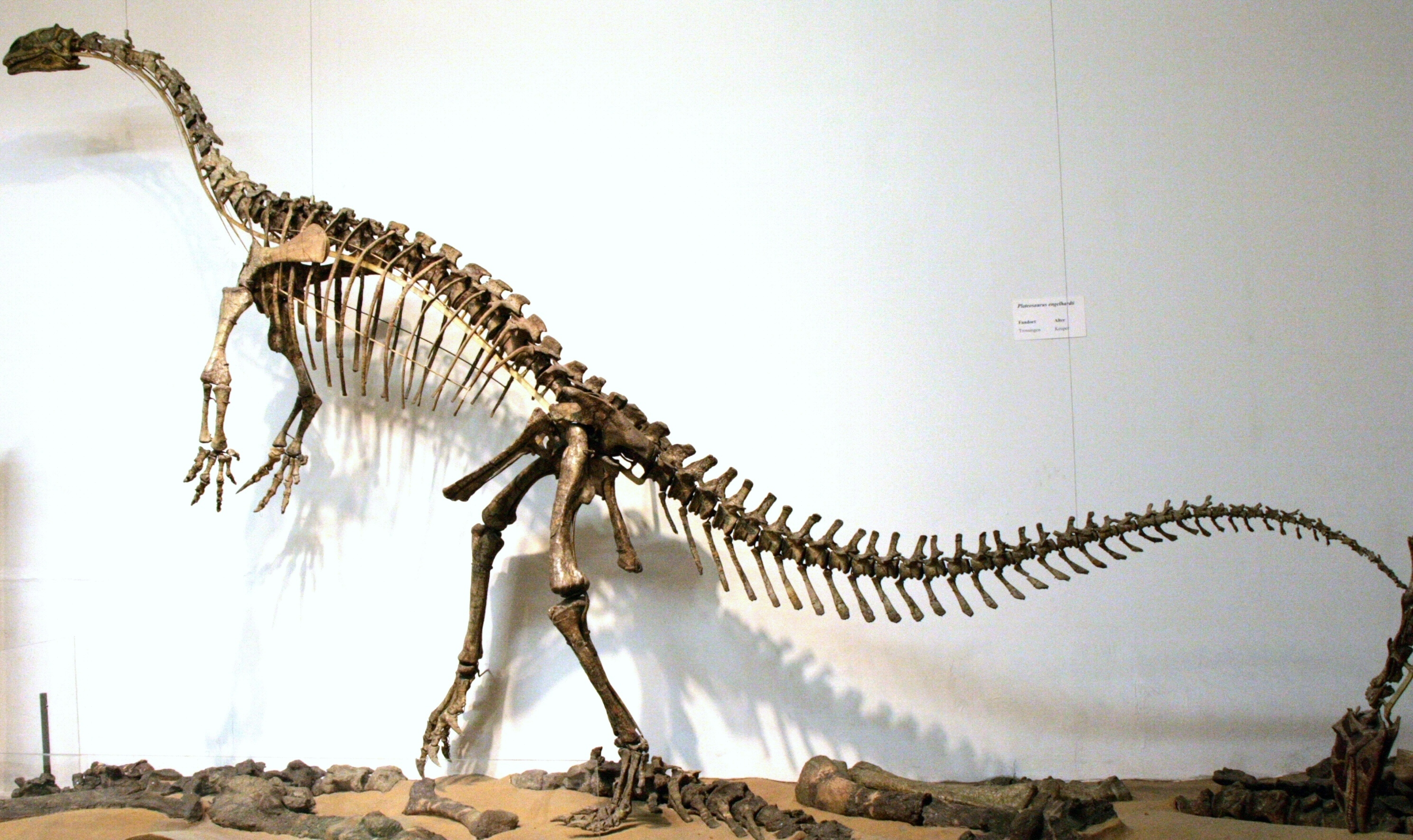
Scheletro di Plateosaurus engelhardti

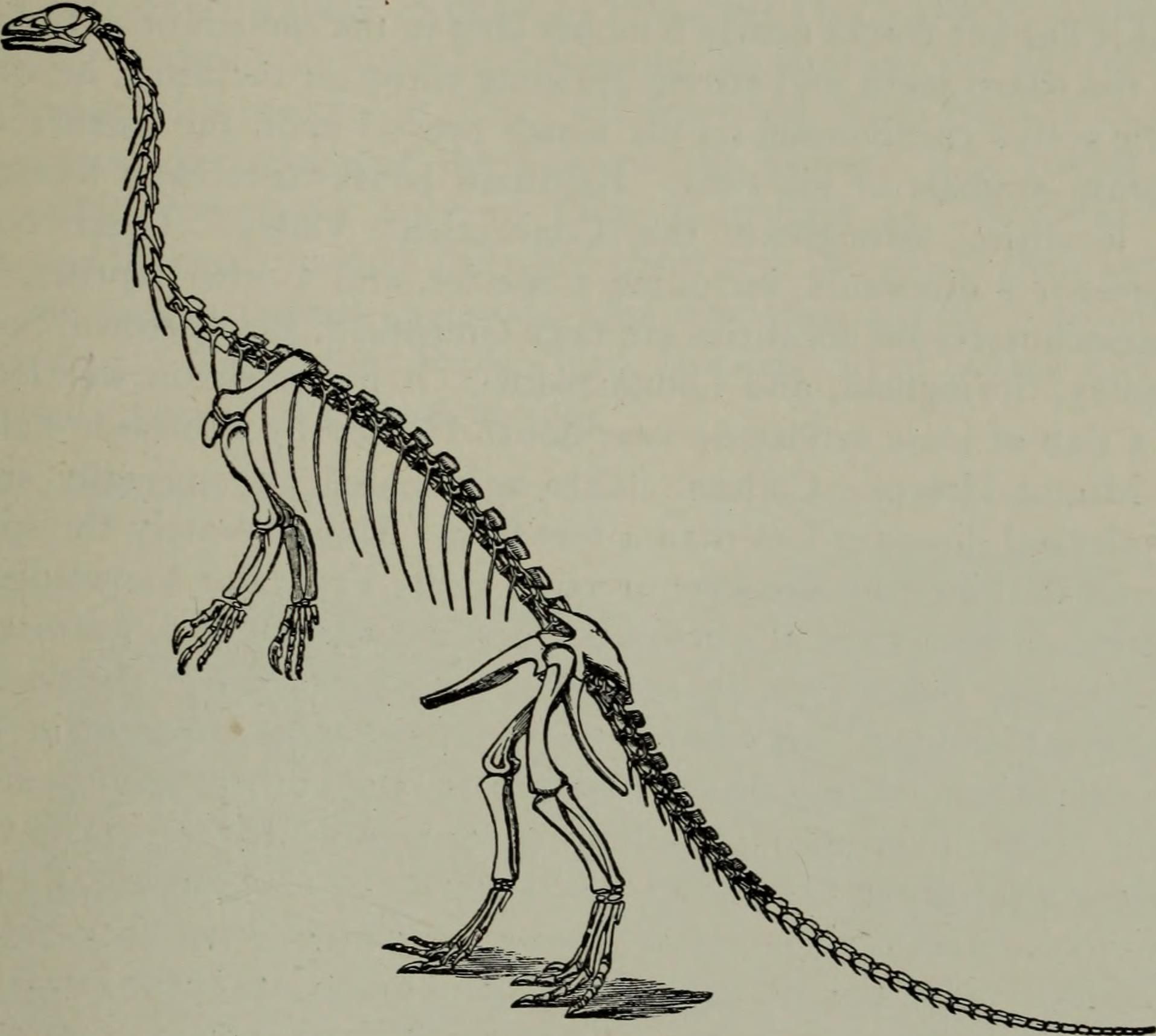
Tavola con scheletro di Anchisaurus sp.

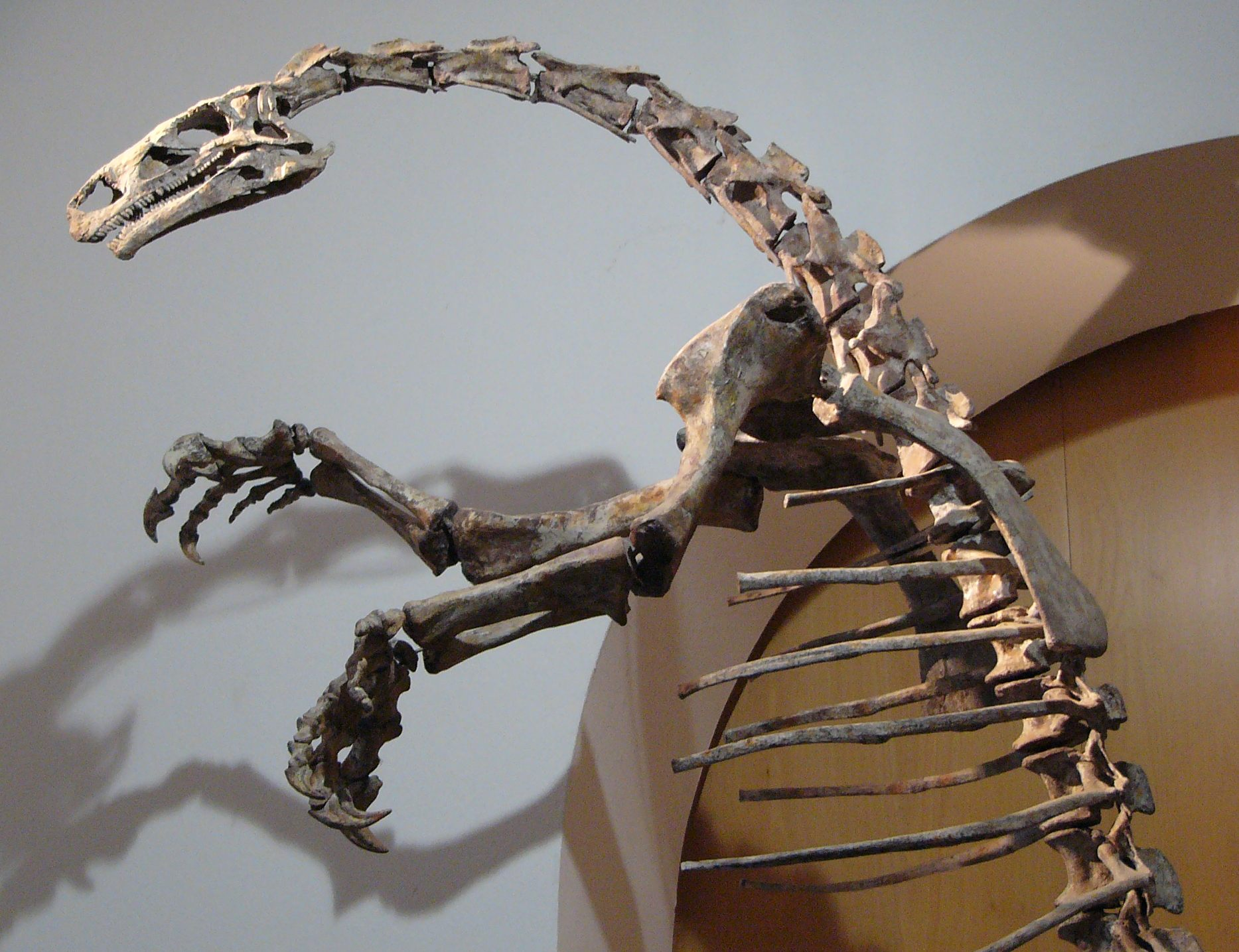
Scheletro di Plateosaurus ottoneum

Da Yates (2003) e Galton (2001):
- Sottordine Sauropodomorpha
  -  ?Azendohsaurus
  - Saturnalia
  - Thecodontosaurus
  - Efraasia
  - Infraordine PROSAUROPODA
    -  ?Yimenosaurus
    -  ?Mussaurus
    -  ?Eucnemesaurus
    - Riojasaurus
    - Famiglia Thecodontosauridae
    - Superfamiglia Plateosauria
      - Famiglia Plateosauridae
        - Plateosaurus
        - Ruehleia
        - Sellosaurus

      - Famiglia Massospondylidae
        - Coloradisaurus
        - Lufengosaurus
        - Massospondylus
        - Yunnanosaurus
        - Jingshanosaurus

    - Superfamiglia Anchisauria
      - Famiglia Anchisauridae
        - Ammosaurus
        - Anchisaurus

      - Famiglia Melanorosauridae
        - Camelotia
        - Chinshakiangosaurus
        - Lessemsaurus
        - Likhoelesaurus
        - Melanorosaurus
        - Riojasaurus
        - Roccosaurus
        - Thotobolosaurus